# Districte d'Hyderabad (Pakistan)
El districte d'Hyderabad o Hyderābād (anglès Hyderabad District, urdú حیدر آباد), és una divisió administrativa del Pakistan a la província de Sind. La capital és la ciutat d'Hyderabad (Pakistan). Fins a l'agost del 2000, quan el tercer nivell administratiu fou abolit, va existir la divisió d'Hyderabad de la que el districte i altres era una subdivisió. La població és de 4.339.445 habitants (1998) i la superfície de 6726 km².
Administrativament està dividit en quatre talukes:
1. Hyderabad ciutat
2. Hyderabad rural
3. Latifabad
4. Qasimabad

Dins del districte destaca el Parc Nacional de Kirthar. La població és majoritàriament musulmana (87%) seguida pels hinduistes (12%), cristians (0,6%) i altres. La llengua més habitual és el sindhi (60%) seguida de l'urdu (30%), el panjabi (4%) i el paixtu (1,7%) i altres amb menys de l'1%; a les àrees urbanes el urdu és majoritari (56%) mentre el sinhi només arriba al 28%.

## Història
La ciutat d'Hyderabad portava antigament el nom de Nerankot i al segle viii fou atacada pels musulmans sota Muhammad Kasim.
Uns mil anys després el cap kalhora Ghulam Shah, després de ser expulsat cap al desert, va retornar i va enderrocar als seu germans usurpadors vers 1765 i es va establir a Nerankot rebatejada Hyderabad (1768). Fou també un dels centres principals de la dinastia Talpur (1783-1843). Des del 1768 era la ciutat principal i prop d'ella foren lliurades les batlles de Muni o Meeanee (Miani), i de Dabo, que el 1843 van decidir la sort de Sind que va passar als britànics. Les tombes dels governants kalhora i talpur es troben a la ciutat d'Hyderabad.
Un districte es va establir el 1843 amb el que després foren els districtes d'Umarkot i d'Hyderabad i part del deltra oriental. El 1852 li foren incorporades les parganes de Kandiaro o Naushahro, confiscades al Mir Ali Murad de Khairpur. El districte d'Umarkot en fou separat el 1861 i més tard integrat al govern de Thar i Parkar; també en fou separat el delta oriental (integrat a Shahbandar). Des de 1861 no va patir cap altra modificació fins al 1884 amb petits reajustements amb els districtes de Karachi i de Thar i Parkar i el 1894 la taluka de Mirpur Khas fou transferida a aquest darrer. Estava formada el 1901 per les següents subdivisions i talukes:
- Hala/Hyderabad
  - Hyderabad
  - Tando Alahyar
  - Hala
- Shahdadpur
- Tando
  - Guni
  - Badin
  - Tando Bago
  - Dero Mohbat
- Nausharo
  - Sakrand
  - Moro
  - Naushahro
  - Kandiaro
  - Nasrat (creada el 1903 amb porcions de Moro i Shahdadpur)

La subdivisió d'Hyderabad tenia una superfície de 1046 km² i una població el 1881 de 103.025, i estava dividida al seu torn en 7 talukes: Hatri, Gundar, Husri, Khathar, Bhindo, Kathri, i Fazal-jo-Tando amb 59 pobles i dues ciutats (Hyderabad i Matari). Posteriorment la subdivisió va esdevenir la taluka del mateix nom amb gairebé la mateixa superfície, 98 pobles i una població de 138.021 habitants el 1901.
Fins als anys setanta el districte incloïa els districtes de Matiari, Tando Allahyar, Tando Muhammad Khan i Badin. Aquest darrer fou el primer que fou segregat vers 1970 i després van seguir els altres. fins a arribar a la seva dispocició actual després del 2000.